# Hadsund
Hadsund (ha̝ð̠ˠ̞ˈsɔ̟̝nˀ) ()) centro abitato della Danimarca situato nel comune di Mariagerfjord , nella regione dello Jutland Settentrionale.
La cittadina si trova sul lato settentrionale del Fiordo di Mariager, il ponte basculante Hadsundbroen la separa da Hadsund Syd, il centro abitato collocato sul lato meridionale del fiordo.

## Storia
La città è stata fondata nel 1854. Precedentemente, era solo il terminal per la circolazione dei traghetti. Nel 1883 è stata costruita una linea ferroviaria per Randers e nel 1900 un'altra per Aalborg. Successivamente sono state costruite due stazioni: Hadsund Nord (demolita nel 1985) e Hadsund Sud.
Da molto tempo c'è un ponte sul Fiordo di Mariager, ragione per cui è sorto anche un centro abitato in questa zona.

## Il Comune di Hadsund

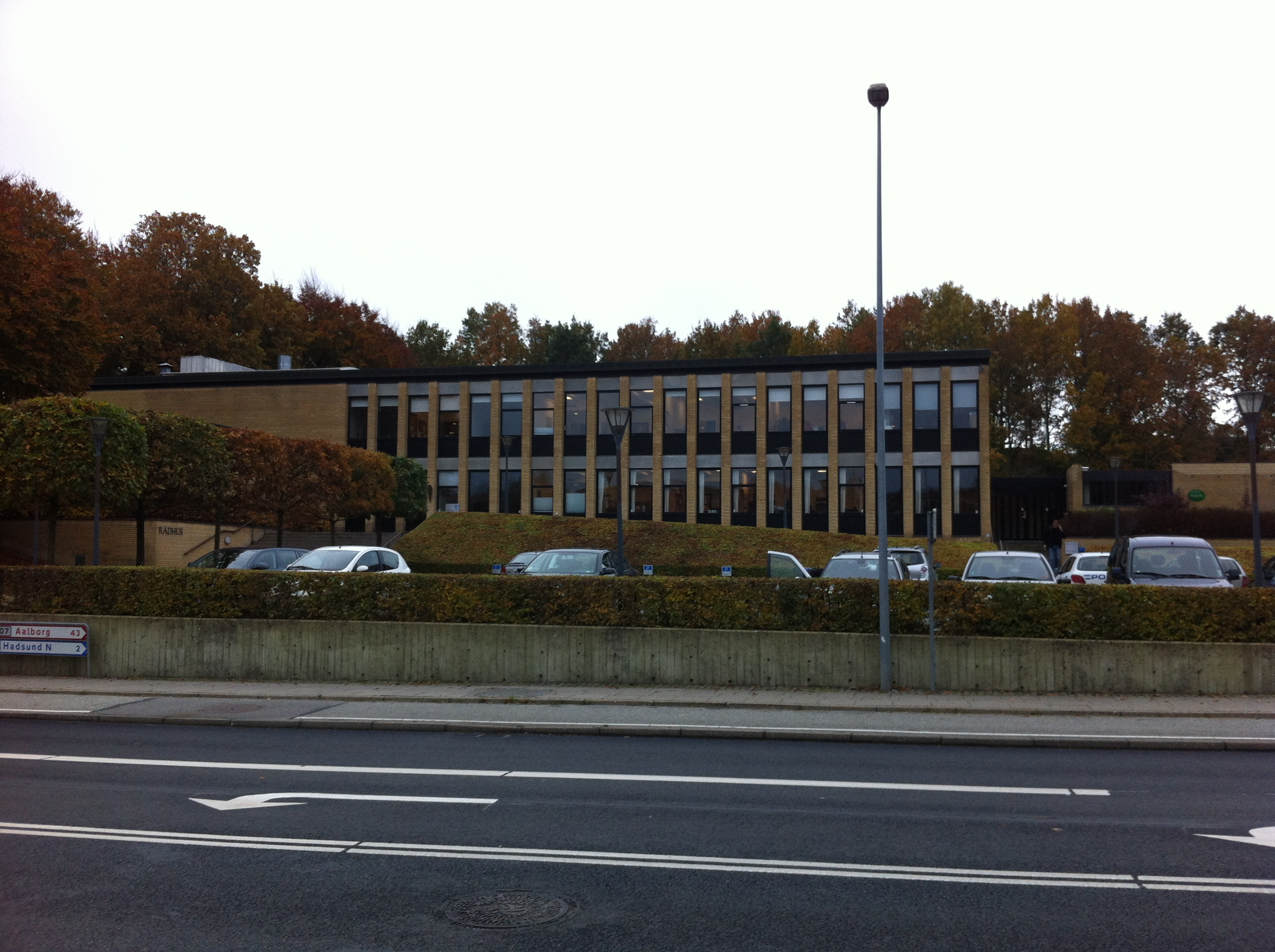
Hadsund City Hall

fino al 1º gennaio 2007 è stato un comune danese situato nella contea di Jutland settentrionale, il comune aveva una popolazione di 10 918 abitanti (2005) e una superficie di 170 km².
Dal 1º gennaio 2007, con l'entrata in vigore della riforma amministrativa, il comune è stato soppresso e accorpato ai comuni di Arden, Hobro e parte del comune di Mariager per dare luogo al neo-costituito comune di Mariagerfjord compreso nella regione dello Jutland centrale (Midtjylland).